# Abditacythere
Abditacythere is een geslacht van kreeftachtigen uit de klasse van de Ostracoda (mosselkreeftjes).

## Soort
- Abditacythere subterranea Hartmann, 1964